# 李瓘 (宣德進士)
李瓘（1403年—？），字廷璧，陝西西安府臨潼縣人，明朝政治人物。進士出身。

## 生平
陝西鄉試第十二名。宣德五年（1430年）丁丑科會試第三十名，殿試登進士第三甲第四十九名。

## 家族
曾祖父李從善。祖父李德。父亲李驥，曾任任湖廣沅州同知。